# العسكري شبراوي (فلم)
العسكري شبراوي فيلم مصري تم إنتاجه 1982، من إخراج هنري بركات وبطولة ماجدة الخطيب وسعيد صالح ويونس شلبي.
الفيلم من أفلام عيد الأضحى 1402 هـ.

## تمثيل
- ماجدة الخطيب في دور "زبيدة"
- سعيد صالح في دور "زناتي"
- يونس شلبي في دور "شبراوي"
- زيزي مصطفى[ ؟ ] في دور "توحة"
- سيد زيان في دور "فوزي"
- مظهر أبو النجا
- أحمد عدوية في دور "رق"
- محمد شوقي
- يوسف عيد
- رجاء يوسف
- فاطمة محمود

## وصلات خارجية
- العسكري شبراوي على موقع الدهليز
- العسكري شبراوي على موقع قاعدة بيانات الأفلام العربية